# Rhopalophora venezuelensis
Rhopalophora venezuelensis es una especie de escarabajo longicornio del género Rhopalophora, categorizada en la tribu Rhopalophorini, de la subfamilia Cerambycinae. Fue descrita por Chevrolat en 1859.

## Descripción
Mide 10,2 mm de longitud.

## Distribución
Se distribuye por América del Sur: Venezuela.